# Ibra (Oberaula)
Ibra ist der kleinste Ortsteil der Gemeinde Oberaula im nordhessischen Schwalm-Eder-Kreis. Das Dorf ist landwirtschaftlich geprägt.

## Geographie
Ibra liegt knapp vier Kilometer südsüdöstlich des Oberaulaer Kernorts in den Südausläufern des Knüllgebirges. Die höchste Erhebung nahe Ibra ist die nordnordöstlich gelegene Ibrakuppe (486,9 m ü. NN), die über Wanderwege zu erreichen ist und eine Fernsicht von über einhundert Kilometern bietet. Durchflossen wird das Dorf vom Oberlauf der Ibra. Hindurch führt die Landesstraße 3294 (Hausen–Ibra–Machtlos); von dieser zweigt südöstlich der Ortschaft die Kreisstraße 129 ab, die ostwärts nach Kemmerode führt.

## Geschichte
Ibra wird erstmals im Jahre 1195 als "Äwera" urkundlich erwähnt. 1325 erscheint der Ort bereits als "Ibra", 1327 als "Ibera". 
Am 1. Januar 1974 wurde Ibra im Zuge der Gebietsreform in Hessen kraft Landesgesetz mit den bis dahin eigenständigen Gemeinden Oberaula, Friedigerode,  Olberode und Wahlshausen zur neuen Großgemeinde Oberaula zusammengeschlossen. Für alle ehemals selbständigen Gemeinden wurden Ortsbezirke gebildet.
Ibra wurde "Dolles Dorf" 2012.